# Grégoire de Nysse
Ne doit pas être confondu avec Grégoire de Nicée.
Grégoire de Nysse, (en grec ancien : Γρηγόριος Νύσσης), appelé aussi le Père des Pères, né vers 335 à Néocésarée (actuelle Niksar en Turquie), dans la province du Pont-Euxin, mort vers 395, est un théologien et un mystique chrétien ; comme Père de l'Église, il est commémoré le 10 janvier,.
Il est le frère de Basile de Césarée et de Pierre de Sébaste.

## Biographie

### Jeunesse et études

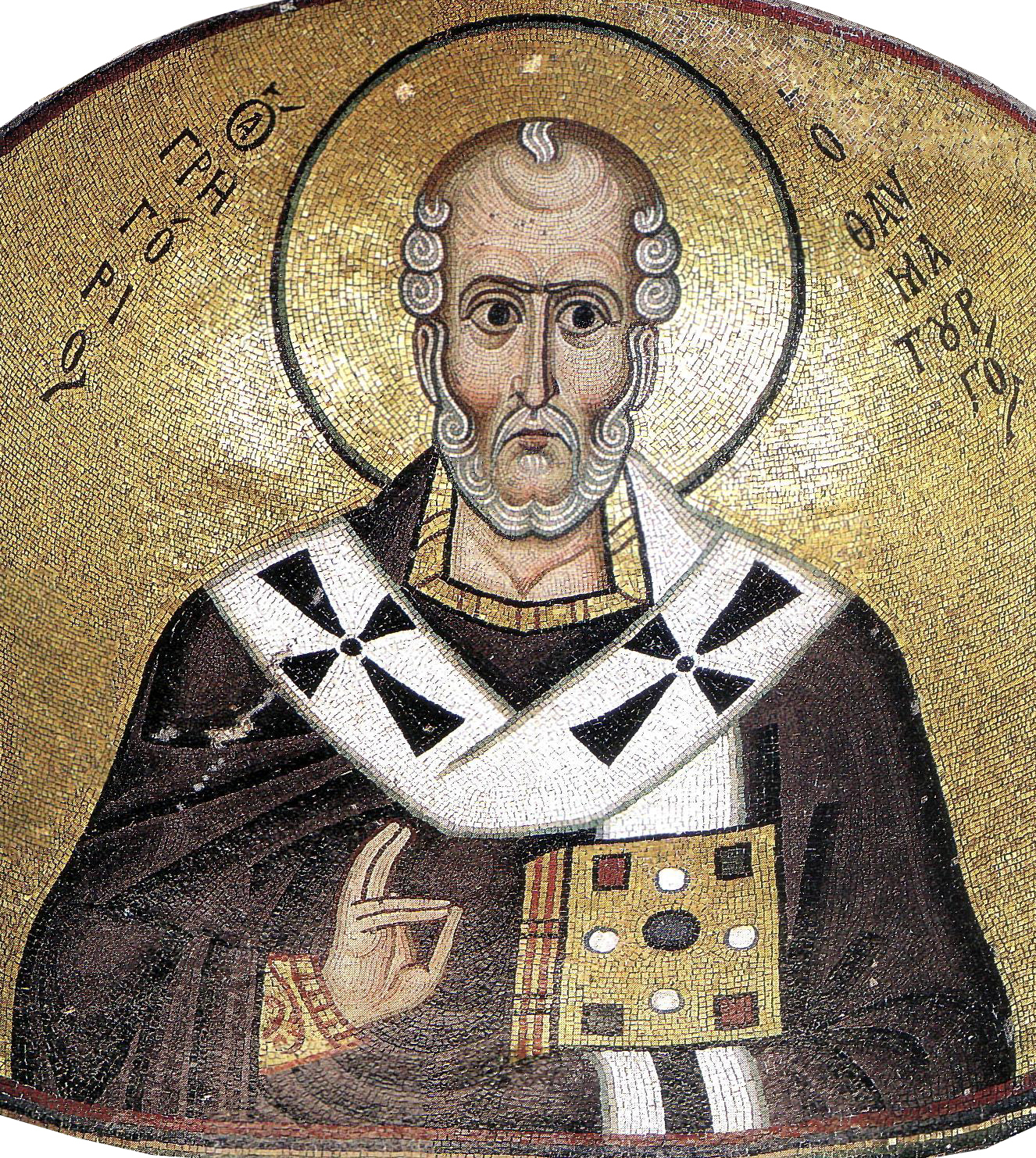
Grégoire le Thaumaturge (détail). Monastère d'Osios Loukas, Béotie, Grèce.

Grégoire de Nysse n’est connu que par ses écrits. Non seulement il n'a commencé sa carrière d'écrivain que tardivement, mais en outre il a laissé peu d'informations intimes sur sa vie.Il naît vers 335 dans une famille chrétienne d'avocats et de rhéteurs de neuf enfants, quatre garçons et cinq filles. Grégoire  déclare explicitement dans la Vie de Macrine (965 B, 965 D et 980 D) que ses parents avaient eu neuf enfants,. Sa grand-mère, Macrine l'Ancienne, avait suivi l'enseignement de Grégoire le Thaumaturge,, qu'elle transmit à ses enfants. Son père tenait une école de rhétorique à Néocésarée. Sa mère Emmélie, une fois veuve, et sa sœur, Macrine la Jeune, devinrent religieuses et la maison familiale fut transformée en monastère. Deux des frères de Grégoire, Basile de Césarée, son aîné de cinq ans, et Pierre de Sébaste, furent évêques comme lui. Grégoire bénéficie de la très forte influence de sa sœur Macrine et davantage encore de celle de son frère Basile, qu'il appellera « un maître et un père » et « la merveille de l'univers ».
Il n'a pas suivi des études aussi complètes que son frère Basile. Au sujet de ses études, Grégoire affirmera qu'il « n'a rien de sensationnel à en dire ». On n'a aucune indication sur ses professeurs, mais il est probable que son frère Basile fut l'un d'eux. Il le nomme « son père, son instructeur et son guide ».
Grégoire se destina à la vie religieuse, et fut ordonné lecteur, mais il ne se jugea pas pour autant lié au service de l'Église,. Après le retrait de la loi scolaire de l'empereur Julien en 365, il devint maître de rhétorique.
La question de savoir si Grégoire s'est marié a longtemps divisé auteurs religieux et chercheurs. L'analyse approfondie des sources primaires, notamment de son Traité sur la Virginité, tend à confirmer que cela était bien le cas mais que son épouse n'était pas la diaconesse nommée Théosébia régulièrement évoquée à la suite de sa mention dans une lettre de consolation de Grégoire de Nazianze, rédigée à l'occasion du décès de cette dernière. Celle-ci, à l'instar de Macrine, était vraisemblablement la sœur de Grégoire et Basile et, comme elle, une vierge consacrée pratiquant l'ascèse. La proximité de Théosobia auprès de son frère laisse penser que son épouse est morte avant le décès de cette dernière au milieu des années 380.
Dans une lettre, Grégoire de Nazianze lui demande d'avoir une vie plus fervente. Grégoire de Nysse va vivre avec les moines, faisant de longs séjours au monastère de l'Iris de Basile.

### Épiscopat

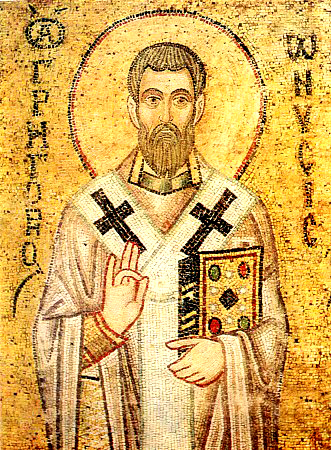
Icône mosaïque de Grégoire de Nysse datant du XIe siècle.

En 371, Grégoire est nommé évêque de Nysse, contre son gré, par Basile de Césarée. Lui qui n'aspirait qu'à la vie spirituelle et intellectuelle se montra inapte à toute politique ecclésiastique ; on lui reprocha son manque de fermeté et les inexactitudes de sa comptabilité. Quelques années après sa nomination, en 376, un synode d'évêques ariens, opposés à la doctrine de Nicée défendue par Grégoire et Basile de Césarée, le dépose,, en affirmant qu'il avait dilapidé les biens de l'évêché. L'empereur Valens favorisant l'arianisme, Grégoire part alors en exil.
En 378, l'empereur Valens étant mort, on fête son retour triomphal dans son diocèse,. De retour d'exil en 379, il est présent lors de la mort de sa sœur Macrine la Jeune. Il écrit un dialogue développant, en s'inspirant du Phédon de Platon, ses conceptions de la vie après la mort et de l'âme,.
L’année 379 est marquée, le 1er janvier, par la mort de son frère Basile dont il fait le panégyrique : « Cet homme était la merveille de l’univers entier. Il était le modèle accompli de la culture (παιδεία), tant chrétienne que profane, l’exemple de la sagesse, l’idéal et la pierre de touche des évêques. ». En entreprenant de devenir son héritier et de continuer son œuvre, Grégoire entre véritablement dans la vie de l’Église. Il prononce dans le martyrium de Césarée le sermon Sur les quarante martyrs. La même année, en septembre ou octobre, il participe au Concile d'Antioche, afin de mettre fin au schisme qui divisait la région d'Antioche. Il est alors chargé par des évêques du synode d'une mission en Arabie, il en profite pour voir les lieux saints.
Durant l’hiver 380, de retour d’Arménie, il se consacre à la rédaction du premier livre Contre Eunome, du Traité sur l’âme et la résurrection, et il complète l’Hexaéméron de Basile ; il est nommé archevêque de Sébaste (Sebasteia), il y fait nommer la même année son frère Pierre. Il est alors désigné comme évêque ordinaire de tout le diocèse du Pont.

### Constantinople

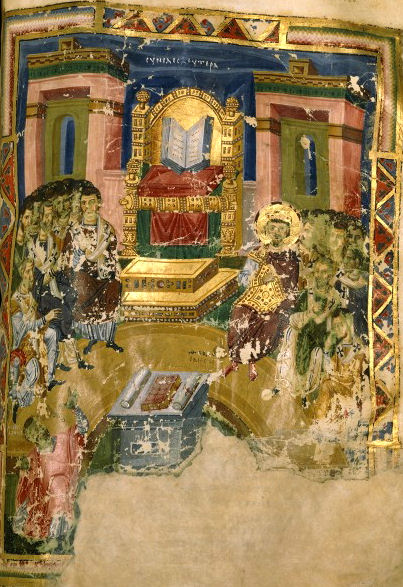
Représentation du premier Concile de Constantinople.

Après la mort de Basile en 379, Grégoire de Nysse voit son rôle augmenter, il deviendra l'homme de confiance du régime impérial de Théodose le Grand.
Il joue un rôle de première importance au concile de Constantinople en 381, convoqué contre l'arianisme : il y apparaît comme l’héritier de Basile, dont le concile marque le triomphe ; ce concile complète la profession de foi de Nicée. C'est lui qui prononce l'éloge funèbre de l’évêque Mélèce Ier d'Antioche mort durant le concile. Il est ensuite chargé d’une mission en Arabie et à Jérusalem ; de retour à Nysse, il rédige le second livre du traité Contre Eunome, dans lequel il défend la foi de Nicée, et la nature divine de l'Esprit-Saint, contre leurs adversaires, les pneumatomaques. Il est désigné par Théodose Ier comme l'un des prélats dont il faut partager la foi pour être orthodoxe.
En 385, il donne les honneurs de la sépulture à « sa sœur Théosébie ». Le 25 août, il prononce l'éloge funèbre de l'enfant unique de l'empereur Théodose Ier, la princesse Pulchérie morte à l'âge de 6 ans, et peu après, peut-être le 14 septembre, celui de l'impératrice Flacilla, : ces oraisons funèbres attestent l’autorité dont jouit Grégoire à la cour de Théodose, dont il est l’orateur officiel.
En 386, l'empereur qui résidait à Constantinople se fixe à Milan, ville dont saint Ambroise est l’évêque. Retiré de Constantinople à la fin de 387, Grégoire se trouve ainsi libéré des polémiques théologiques et rentre à Nysse. Commence alors sa période de production littéraire : il va consacrer sa vie à donner à l’œuvre monastique de Basile des bases spirituelles et doctrinales. Désireux de donner un fondement biblique à sa théologie mystique, il écrit ses commentaires de l’Ancien Testament tout en élaborant sa doctrine spirituelle de l’épectase (en grec ancien : ἐπέκτασις, « extension »), c’est-à-dire du progrès de l’homme vers Dieu. Ainsi, en mai 388, dans le sermon Sur le Saint-Esprit, il développe un trait de cette doctrine, à savoir que l’Esprit est donné à ceux qui s’en sont rendus dignes par des efforts moraux.
Vers 394, il donne des instructions spirituelles aux moines. Il aurait participé en 394 à la dédicace de l'église de Rufin, à Constantinople, et meurt peu après. On fixe la date de sa mort vers 395 .

## Doctrine et méthode
La doctrine philosophique et théologique de saint Grégoire de Nysse, au confluent de multiples mouvements de pensée, s’inspire de  Platon, Aristote, Origène et des stoïciens, le lien entre tous ces apports étant assuré par la pensée chrétienne de ses devanciers et en particulier de son frère Basile de Césarée. Une des notions clef dans la pensée et la théologie de saint Grégoire est la notion d’akolouthia, « enchaînement » : elle marque la liaison nécessaire dans tous les domaines de la réalité, et « représente un des efforts les plus importants de systématisation théologique. »

### L’enchaînement comme méthode scientifique

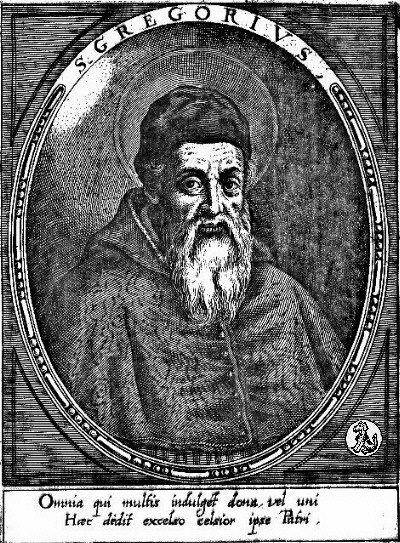
Gravure médiévale représentant saint Grégoire de Nysse.

Les écrits de Grégoire de Nysse en grec ancien, sont nombreux et variés. Sa pensée est plus spéculative que celle de Basile de Césarée et de Grégoire de Nazianze. Même s’il dépend, dans l’ensemble, de l’enseignement de Basile, il cherche à lui donner une forme systématique et logique. Ceci est marqué le plus souvent dans ses écrits par les mots ἀκολουθία / akolouthia, « enchaînement, lien logique », mais aussi ἀκόλουθον, « conséquent », ou encore εὐακολουθία, « en bonne logique », ἀκόλουθος τάξις, « ordre méthodique », expressions qui reviennent comme un leit-motiv de sa pensée. Il s’agit toujours de souligner la liaison logique et nécessaire entre les idées ou les faits, entre les causes et leurs conséquences. Dans la controverse, Grégoire emploie fréquemment la réfutation par l’absurde, et écartant les discussions dialectiques dont abusaient les ariens, il a le souci de conduire méthodiquement une recherche en partant de considérations générales pour éclairer progressivement une question replacée dans son contexte. Cette méthode qui procède par la réduction aux premiers principes — par exemple, réduction au Bien suprême pour juger du Bien particulier — « apparaît donc comme vraiment scientifique », reconnaît le cardinal Daniélou. Aux sources de cette méthode, il y a d’abord Aristote chez qui la notion d’akolouthia est fréquente dans le traité De interpretatione. Ce développement de la logique aristotélicienne évoque aussi Plotin que saint Grégoire a beaucoup lu,. Enfin, cette méthode scientifique de recherche des liaisons nécessaires des phénomènes est aussi nommée akolouthia chez le médecin Galien dont nous savons que Grégoire l’a lu.

### L’enchaînement comme notion métaphysique
Au cœur de la métaphysique de saint Grégoire, il y a aussi le terme grec ἀκολουθία / akolouthia « enchaînement » ; il exprime un des points essentiels de sa théologie, à savoir la finalité progressive de toutes choses dans l’univers. Ainsi, dans le cycle de la vie humaine, il n’y a pas lieu de se scandaliser de la mort : 

« C’est sans raison, ô hommes, que vous vous affligez et que vous gémissez de l’enchaînement de la succession nécessaire des choses. Vous ignorez vers quel but conduit ce qui est disposé dans l’univers. Il faut que tout, en effet, selon un ordre progressif (τάξις καὶ ἀκολουθία), selon la sagesse artiste de celui qui dirige, soit uni à la nature divine. »

— Hexaméron, XLVI, 105 A.
 Grégoire subit ici l’influence du stoïcisme à travers Zénon et Posidonios, chez qui la chaîne causale des événements dans la nature était désignée du nom du destin, Εἱμαρμένη / heimarmenè. Mais pour Grégoire, ce déploiement ordonné des phénomènes vers une finalité, à la différence des stoïciens, est l’œuvre d’une sagesse transcendante. Cette marche de la condition humaine vers une fin, c’est l’assimilation à Dieu : « L’akolouthia est ici un processus de divinisation », écrit Jean Daniélou, puisque la création n’est pas l’effet du hasard mais répond à un plan divin. Toujours liée à la réalité du temps doté d’une valeur positive comme lieu d’un dessein divin, cette progression est la condition de toute créature. Rien ne peut échapper à cette condition d’être déployé dans une succession temporelle, hormis « celui par qui tout a été fait ». La totalité du temps a un commencement et une fin, « la création poursuit son cours à partir d’un principe parfaitement reconnu vers sa propre fin à travers les espaces temporels », écrit saint Grégoire. Même dans l’ordre du surnaturel et dans l’histoire du salut se manifeste cette loi de succession : à la propagation du péché à travers l’humanité à partir du péché d’Adam, Grégoire, comme saint Paul, oppose celle de la grâce à partir du Christ.
C’est enfin dans ses exégèses de l’Écriture que Grégoire découvre la loi de succession non des faits mais des textes eux-mêmes : dans ses Traités sur les Psaumes, il dégage, sous l’apparent désordre chronologique des Psaumes, « la route qui conduit à la béatitude. » L’akolouthia exprime ici l’idée centrale de la spiritualité de Grégoire, la progression de l’âme « toujours plus haut, jusqu’à ce qu’elle parvienne au sommet des biens. »

### Anthropologie
La Création de l'homme (De hominis opificio), l’un des ouvrages les plus marquants de saint Grégoire, est un traité d’anthropologie qui s’inspire des écrits de médecins comme Galien, de philosophes, probablement Posidonios, autant que de la Genèse. C’est un cadeau de Pâques à son frère Pierre dans lequel Grégoire complète l’Hexameron de Basile : « Que la gloire qui vient des disciples ne fasse pas défaut au maître », y dit Grégoire.
Aux chapitres VIII et X, il développe des arguments sur l’importance des mains qui ont libéré la bouche en vue de la parole chez l’homme, et sur la forme du pied humain où le pouce est plantigrade et non pas opposable, ce qui constitue la condition vraiment fondamentale et supérieure de l’homme sur l’animal : il y a là des intuitions étonnantes qui présagent les vues modernes sur la corrélation des organes et l’avènement de l’intelligence dans l’espèce humaine. Le paléontologue André Leroi-Gourhan a confirmé que ces vues de saint Grégoire de Nysse sont « très proches » de ce qu’il a dit lui-même.
Dans ce traité, Grégoire énonce la doctrine capitale de la double création : Dieu crée d’abord l’homme universel, entièrement tourné vers Lui et parfaitement « à l’image de Dieu », le genre humain sexué mais sans passion ; dans le plan de Dieu, cette création — qui n’a pas de réalité historique — a atteint sa perfection. À cette création première de l’homme universel succède la seconde création : « Dieu les fit mâle et femelle, division étrangère aux attributs divins », écrit Grégoire. Cette seconde création, c’est celle d’Adam, marquée par l’instinct sexuel, la maladie, la mort et les passions. L’ensemble de cette condition biologique animale a été surajoutée à l’homme par suite du péché, pour assurer sa conservation et son salut. Rejetant la théorie de la pluralité des âmes et de leur préexistence, rejetant aussi la métempsychose développée par Origène, autant que celle de Méthode d'Olympe sur le second rang de l’âme après le corps, Grégoire affirme que l’âme et le corps ont une seule et même origine, surgissent en même temps et connaissent une croissance concomitante. Cette âme unique existe dès le début de la vie embryonnaire. De manière très moderne, Grégoire met en évidence la puissance de développement contenue dans la semence humaine et l’embryon, en la comparant au grain de blé où, dit-il, « sont déjà contenues en puissance les caractéristiques de l’épi, l’herbe, la tige, les parties intermédiaires, le fruit […] ; de la même façon, la semence humaine doit être conçue comme possédant dès les origines du composé humain la puissance naturelle qui est disséminée en elle. » Cette thèse anthropologique est développée dans le petit traité Sur les enfants mort-nés.

Ainsi, la nature de l’homme, réalité une, peut-elle être considérée sous un double aspect, car la constitution de l’homme est double, faite d’un mélange d’intelligible et de sensible, sans pour autant que la nature humaine soit dualiste. 

« Deux hommes, en effet, peuvent être considérés en chacun de nous, l'un corporel et apparent, l'autre spirituel et invisible. Leur naissance est celle de deux jumeaux, puisqu'ils viennent au monde en même temps : car l'âme n'existe pas avant le corps et le corps n'est pas formé avant l'âme, mais ils viennent simultanément à la vie. »

— Grégoire de Nysse, Le Cantique des cantiques, VII.
 La conséquence de cette double constitution est le caractère double de notre vie : 

« Puisque notre nature est double, constituée d’un mélange d’intelligible et de sensible, double en conséquence est aussi notre vie, d’une manière proportionnée à chacune des deux parts qui sont en nous, corporelle pour la partie sensible, intelligible et incorporelle pour l’autre partie. Et de la même façon, le bien et ce qui ne l’est pas ne sont pas la même chose pour chacun des deux aspects de notre vie, mais il y a un bien intelligible pour la partie intelligible et, pour la partie sensible et corporelle, un bien tel que le veulent les sens. »

— Grégoire de Nysse, Homélies sur l’Ecclésiaste, 8.
 À chaque partie, sensible et intelligible, qui se trouve dans l’homme, correspondent des modes de connaissance différents, théorique, logique ou éthique ; le discernement humain (τὸ διακριτικόν) donne la capacité de percevoir le bien. Cette conception de la nature humaine est inséparable d’une éthique marquée par l’action de grâce et la communion eucharistique ; Grégoire a élaboré au total une anthropologie de la personne, autonome, libre, et capable de discerner le bien, ce qui en fait un être unique au sein de la création.
Telle est l’humanité d’aujourd’hui, imparfaite mais en chemin vers son accomplissement, vers le terme de son devenir qui est le Christ. Car notre propre achèvement est dans la mort et la résurrection, à l’image du Christ ressuscité. La résurrection du Christ entraîne celle des hommes, comme Grégoire de Nysse l’explique à travers l’image du roseau : coupée en deux dans le sens de la longueur, la tige du roseau se recolle si on noue étroitement ensemble les deux extrémités. Adam — qui ouvrit la première déchirure — et le Christ — qui opéra la première suture — sont comme les deux extrémités du roseau. La résurrection du Christ, Homme-Dieu, restaure tout homme dans son intégrité, corps et âme, par delà la mort. Cette conviction, Grégoire l’affirme aussi dans les Homélies sur le Cantique des Cantiques : « Lorsque nous serons tous devenus un dans le Christ, nous serons tous dépouillés des signes de cette division ([des sexes]) en même temps que du vieil homme tout entier ». Par opposition à ces « tuniques de peau » constituées par notre condition biologique animale, Grégoire évoque ce que deviendra notre corps, « tunique lumineuse, légère, et théophanique. » Dans la perspective eschatologique chrétienne, le but et le terme du parcours de cette vie « n’est rien d’autre que la ressemblance avec Dieu ». Grégoire montre ainsi que le corps humain est à la fois bon et finalisé par le Christ vers qui chemine l’humanité.

### Christologie
C’est à Jérusalem que saint Grégoire dut exposer sa position sur le problème christologique. Dans sa lettre 2, il affirme que les autorités de cette ville lui demandèrent de venir en qualité de médiateur. Il dut affronter une vive contestation portant sur cette question, où s’affrontaient partisans et adversaires d’Arius. La lettre 3, située selon toute vraisemblance au moment du premier concile de Constantinople en 381, expose l’accusation formulée contre l’évêque de Nysse, à savoir : porter atteinte, par sa doctrine sur le Fils, à l’immutabilité divine, c’est-à-dire l’absence de changement. Partisan de la christologie du Verbe-chair, Arius affirmait que le Christ était susceptible de changement, aussi bien dans son esprit que dans sa chair, en fonction de son libre arbitre. Saint Grégoire au contraire avait déjà donné son accord à la christologie du Verbe-homme au concile d'Antioche en 379. Grégoire professe en effet que le Christ est Dieu véritable, ce qui implique qu’il est « immuable, sans changement et toujours le même, ne pouvant se transformer ni en quelque chose de pire, ni en quelque chose de meilleur » : l’incarnation qui le fait homme l’a pourvu d’un homme complet, corps, âme et esprit, et laissé sa divinité incorruptible, inchangée, pure de tout dommage et de toute maladie, aussi bien au moment de la naissance qu’au moment de la mort. Saint Grégoire devra revenir sur ce débat christologique dans les années suivantes, et cette question va occuper les théologiens pendant encore plusieurs décennies.
Toute la christologie grégorienne est à penser en termes d’économie du salut et non de théologie : Bernard Pottier rappelle que « l’économie désigne toute l’activité de Dieu en rapport avec le temps, création y compris », alors que la théologie étudie tout ce qui est éternel et a trait à Dieu, immuable et transcendant. L’incarnation du Christ se déroule en effet dans l’extension spatio-temporelle (en grec ancien : διάστημα / diastèma) suivant les quatre phases de toute vie humaine : conception, naissance, mort, résurrection. Ni avant sa conception, ni après sa résurrection, le corps de Jésus n’est un corps éternel, intérieur à la Trinité comme le prétendra l’évêque Apollinaire de Laodicée. Pour Grégoire, l’expérience de la mort fait partie de la vie humaine ; quant à la résurrection du Christ, elle ne signifie pas la disparition de sa nature humaine qui aurait été comme absorbée dans sa nature divine ; la nature humaine du Christ s’étend « jusqu’aux profondeurs extrêmes du mal dans la mort. Et parce qu'il se produit dans la mort la divinisation ultime du corps du Christ qui se révèle parce que son corps ne se corrompt pas et que son âme ouvre l'entrée du Paradis, c'est là, et là seulement, que se révèle la surabondance de la présence divine », écrit Mariette Canévet. À sa résurrection, le Christ devient « incorruptible (en grec ἂφθαρτος ), lumière dans la lumière,  invisible, Seigneur immortel. »

### Apocatastase
L'eschatologie de Grégoire de Nysse a fait l'objet de débats dans le cadre de l'apocatastase. Si, à partir du septième siècle, l'authenticité des passages de l’œuvre de Grégoire traitant de l'apocastase a pu être mise en doute, il ne fait aujourd'hui pratiquement aucun doute qu'ils appartiennent bien aux textes originaux; ce mot, traduction du grec ancien : ἀποκατάστασις, « restauration », désignait, dans la tradition stoïcienne et néo-pythagoricienne, le retour des âmes à un état antérieur de perfection, selon le schème du Retour éternel : c’est l’erreur d’Origène d’avoir ainsi ramené le schème chrétien au schème platonicien ; cette hérésie  évacuait le fait historique irrévocable de l’humain uni au divin dans le Christ. Dans la doctrine de saint Paul et de saint Grégoire au contraire, l’apocatastase signifie que le salut de l’humanité est définitivement assuré après l’événement unique, « une fois, et pour toujours », de l’Incarnation et de la Rédemption du Christ.
Dans un certain nombre de passages, l’apocatastase est présentée comme la restauration (ou l’instauration) de l’humanité dans la société des créatures spirituelles : « Il y eut un temps, écrit Grégoire, où le chœur des créatures spirituelles était un, toutes regardant vers l’unique coryphée et déployant l’harmonie de leurs danses en suivant la mesure donnée par lui », mais la faute rompit cet accord et « l’homme fut arraché à la conversation des anges. » Ce qui est envisagé ainsi, c’est le salut de l’humanité dans son ensemble, assuré par l’Incarnation ; lorsque Dieu sera restauré en tous à la suite du Jugement dernier, le salut des damnés deviendra-t-il possible ? Chrétiens catholiques comme chrétiens orthodoxes estiment que cette restauration sera pour chacun selon son mode, la jouissance ou la souffrance, suivant que les personnes auront fait le choix de l'amour ou de la haine durant leur existence terrestre. Mais sur ce problème du salut individuel, la pensée de Grégoire reste fluctuante ; tantôt il affirme un enfer éternel, tantôt il distingue entre une éternité heureuse et une éternité malheureuse.

Quelques textes donnent ainsi à penser que l'universalité du salut est pour Grégoire une certitude. Il semble que pour lui en effet, il ne puisse exister de « péché éternel » (Marc, III, 29) justifiant une peine éternelle : 

« La force du mal n'est pas telle, qu'elle puisse l'emporter sur la puissance du bien ; l'inconstance de notre nature n'est pas d'une stabilité plus puissante que la sagesse de Dieu… Ainsi, le dessein de Dieu garde toujours et partout son caractère immuable, tandis que notre nature changeante ne peut se fixer, même dans le mal. »

— La Création de l'homme, ch. 21.

Ailleurs il déclare plus précisément que la Sagesse divine laisse l'homme libre, « après avoir goûté aux actions mauvaises qu'il désirait et après avoir appris par l'expérience ce qu'il avait échangé à leur place, de rebrousser chemin volontairement en direction de la première béatitude. Il le fera, ou en cette vie, déjà purifié par la prière et la philosophie, ou après son départ d'ici-bas, au creuset du feu purificateur » (À ceux qui pleurent sur les morts, PG 46, 524-525). L'éternité des châtiments qu'il évoque parfois signifierait alors pour lui seulement les « longs siècles » nécessaires pour que la nature des pécheurs « soit rendue à Dieu pure et intacte » (Discours catéchétique, XXXV, 15). Sur ce difficile problème de l’apocatastase, le cardinal Daniélou conclut en ces termes : 

« L’apocatastase chez Grégoire de Nysse souligne le caractère définitif de l’Incarnation, le caractère social du salut, la certitude de la béatitude pour l’ensemble de l’humanité, l’entrée dans l’incorruptibilité de tous les hommes ; mais une notion insuffisante de l’éternité lui permet difficilement de dépasser la notion d’une apocatastase physique universelle qui se concilie mal avec son affirmation de l’éternité du châtiment des damnés, et une estime imparfaite de la valeur de l’individu lui a masqué le tragique du problème ainsi laissé en suspens. »

— Jean Daniélou, « L’apocatastase chez saint Grégoire de Nysse », 1940, p. 347.

### Jugements sur l’apocatastase
Interrogé sur la signification de ces textes sur l'apocatastase, Maxime le Confesseur (580-662) répond que la restauration visée par Grégoire est celle « des puissances de l'âme, tombées sous le coup du péché, en l'état où elles avaient été créées autrefois » (Question et difficultés, 19). Cette interprétation, qui sera reprise par Théodore le Studite (759-826), est elle-même comprise différemment selon les commentateurs. Pour Jean-Claude Larchet, Maxime corrigerait sans le dire la doctrine de Grégoire pour affirmer que « leurs facultés ayant rejeté le souvenir du mal, les âmes pourront d'une part constater que Dieu n'est pas la cause de leur errance si elles ont péché, et donc de mesurer leur propre responsabilité, et d'autre part obtenir la connaissance des biens divins, mais pas pour autant la participation à ces biens… les pécheurs qui ne se seront pas repentis souffriront [donc] — c'est cela l'enfer — de les connaître sans pouvoir les recevoir en partage, de voir Dieu mais d'être par leur propre faute éloignés de Lui ».
À propos de cette « correction », Marie-Hélène Congourdeau note que « Maxime le Confesseur s’est donné beaucoup de mal pour interpréter dans un sens orthodoxe les passages suspects de Pères reconnus. C’est ainsi que ses Ambigua ad Johannem sont entièrement dédiés à l’explication dans un sens orthodoxe de passages équivoques de Grégoire de Nazianze. Au VIIe siècle, l’idée qu’un didascale reconnu puisse se tromper était insupportable. Ces efforts de Maxime ont le même objectif que les soupçons d’interpolation : laver les didascales de tout soupçon d’hétérodoxie ». À l'inverse, pour d'autres commentateurs comme Eugène Michaud, Berthold Altaner, le cardinal Jean Daniélou ou Ilaria Ramelli, Maxime enseignerait comme Grégoire le salut universel.
De nos jours, Hiérothée Vlachos estime que si Grégoire de Nysse devait être interprété dans le sens d'Origène en ce qui concerne son eschatologie, il n'aurait pas bénéficié de cette vénération constante puisque la doctrine d'Origène a été clairement condamnée par l'Église. Néanmoins, selon Ilaria Ramelli, la véritable apocatastase, telle que l'ont enseignée Origène et Grégoire de Nysse, n'est pas celle qui a été condamnée par le deuxième concile de Constantinople.

### Économie de la pénitence
« Notre meilleure manière de résister au mal, écrit Grégoire de Nysse, c’est la pénitence » : tel est le sens du jeûne que doivent pratiquer les moines et les chrétiens. Dans le cas du péché, qui est une « maladie de l’âme », la pénitence a pour but d’en guérir le pécheur. Aussi décrit-il, dans sa Lettre canonique à Létoios, la pratique traditionnelle des règles de la pénitence publique en vigueur en Cappadoce, après 381.
La première étape est l’entrée en pénitence liée à la fois à la démarche du pécheur qui doit faire preuve de repentir et à celle de l’évêque. Par son aveu, celui qui a péché doit montrer son désir de se purifier et de se corriger. Le processus pénitentiel comprend d’abord l’exclusion de l’assemblée liturgique des fidèles ; le pécheur priera seul. Cette règle de l’exclusion se trouvait déjà chez Grégoire le Thaumaturge et chez Basile de Césarée, mais n’a sans doute pas existé en Occident. Au second stade de sa pénitence, lorsqu’il est réintroduit dans l’église, le fidèle n’a le droit d’assister qu’à la première partie de l’office, et doit sortir, en même temps que les catéchumènes, au moment de la prière eucharistique. Dans la troisième phase de la pénitence, enfin, le fidèle est de nouveau admis à la communion eucharistique, à Pâques, en même temps que les nouveaux baptisés. La durée de ce processus pénitentiel dépend des fautes commises. Grégoire retient dans son exposé les trois péchés majeurs ou crimina capitalia : l’apostasie, l’adultère et l’homicide. Les apostats, nombreux sous l’empereur Julien, furent d’abord exclus à vie de l’église. Grégoire, moins sévère, prévoit une pénitence de neuf années. L’adultère (μοιχεία), distinct de la fornication (πορνεία), la pédérastie (παιδεραστία) et la bestialité (ζωοφθορία), considérés comme une injustice contre nature, sont sanctionnés de dix-huit ans de pénitence. Quant à l’homicide, volontaire, il reçoit une pénitence de 27 ans, et involontaire, de 9 ans.

Grégoire souligne en outre que, à défaut d’interdictions canoniques, l’Écriture condamne « le profit, le prêt à intérêt et l’appropriation forcée du bien d’autrui, même faite sous le couvert d’un contrat. » On reconnaît ici le thème cher à Grégoire de la critique de la cupidité (πλεονεξία), vice dont il stigmatise même les clercs mondains de son époque vivant dans le luxe. Le vol sacrilège des biens voués à Dieu fait également l’objet d’une pénitence. Telle est la théorie des sentences pénitentielles ; la pratique réelle en différait assez considérablement, l’application des peines étant modulée en fonction des dispositions du pénitent, et Grégoire conseille constamment la miséricorde et l’indulgence (φιλανθρωπία).

### Contre l'esclavage
Grégoire de Nysse représente un cas rare d'anti-esclavagisme durant l'Antiquité. En effet, ce dernier considère que réduire un homme à l’état d’esclave reviendrait à amener et vendre Dieu lui-même au marché :
« J’ai acquis des esclaves et des servantes. » Que veux-tu dire ? Tu condamnes à l’esclavage l’homme dont la nature est libre et autonome, et tu légifères en t’opposant à Dieu, en renversant la loi qu’il a établie pour la nature […]. Tu as oublié les limites de ton pouvoir, tu as oublié que le commandement t’a été imparti dans les limites de l’autorité sur les êtres sans raison. « Qu’ils commandent, dit l’Écriture, aux volatiles, aux poissons, aux quadrupèdes et aux reptiles. »
[...]

Mais si Dieu n’asservit pas ce qui est libre, qui peut établir au-dessus de Dieu sa propre domination ? Et comment aussi sera vendu celui qui commande toute la terre et tout ce qui est sur la terre ? Car il est de toute nécessité que le bien de celui qui est vendu soit cédé en même temps que lui. À combien estimerons-nous donc toute la terre ? Et à combien tout ce qui est sur la terre ? Et si c’est inestimable, à quel prix estimes-tu, dis-moi, celui qui est au-dessus ? Ainsi donc, à combien évaluons-nous la terre entière ? […] Car celui qui sait estimer la nature humaine à son juste prix a dit que le monde entier n’est pas digne d’être échangé contre l’âme d’un homme. Chaque fois qu’un homme est à acheter, ce n’est pas moins que le maître de la terre qui est conduit au marché.
-Grégoire De Nysse, Homélies sur l’Ecclésiaste.

## Sources profanes
Trois sources profanes principales eurent une certaine influence, au moins dans leur style, sur la doctrine de Grégoire de Nysse : ce sont Platon, Plotin et les stoïciens.
C’est dans une discussion continue avec Platon, faite de reprises et de corrections incessantes, que Grégoire tire une philosophie de la Révélation. Il y a chez Grégoire une pédagogie de la contemplation qui caractérisait déjà l’approche platonicienne du réel. Comme Platon, il conçoit les éléments d’une « vraie philosophie », ἀληθὴς φιλοσοφία, expression qu’il emprunte au maître de l’Académie. Mais cette philosophie véritable chez Grégoire est dérivée de Moïse et de l’intelligence de l’Écriture sainte : « Nous utilisons la sainte Écriture comme une règle, une loi pour tout enseignement. L’ayant nécessairement sous les yeux, nous ne pouvons admettre que ce qui est en harmonie avec le propos des Écritures. Nous laissons donc de côté le char de Platon et la paire des chevaux qui lui est attelée, chevaux dont les élans sont différents l’un de l’autre ; nous laissons aussi de côté le cocher qui les dirige, autant d’énigmes par lesquelles Platon traite de l’âme. » Grégoire reconnaît cependant que Platon n’en demeure pas moins « savant dans le domaine profane. »
Des rapprochements portant sur l’anthropologie ont aussi été relevés avec le néo-platonicien Hiéroclès d'Alexandrie, par l’intermédiaire d’une source commune, Origène disciple d’Ammonios Saccas ; Grégoire comme Hiéroclès établissent en effet l’un et l’autre la même distinction entre corporéité (σωματικός) et matérialité (ὑλικός) : ainsi, les anges, inaccessibles au péché, ont un corps mais non matériel ; si l’homme, dont la nature est double, a reçu un corps matériel, c’est, selon Grégoire, en raison du péché et pour lui permettre de revenir à Dieu.
Il faut faire une mention spéciale de Plotin (205-270), philosophe mystique néoplatonicien. La dépendance littéraire de Grégoire envers lui est évidente. Cependant, cette influence doit être relativisée : son œuvre opère une entière transformation du platonisme comme du néoplatonisme de Plotin. On peut suivre dans son jaillissement même et dans les difficultés qu'il rencontre le travail de transposition qui va permettre à la mystique chrétienne de se constituer. L'influence plotinienne, bien plus qu'une influence réelle dans la doctrine, consiste plutôt en « atavisme d'expression ». La nouveauté du christianisme, dans la recherche d'une formulation adéquate, réside dans la nécessité d'acquérir la maîtrise de ce langage philosophique profane, mais en en modifiant considérablement le sens.

## Le corpus
Les œuvres de Grégoire de Nysse sont dans le Clavis Patrum Græcorum 3135-3226. Une chronologie de ses œuvres a déjà été tentée par divers commentateurs, et le cardinal Jean Daniélou en a proposé une pour les sermons ; mais la datation est extrêmement difficile, car on a trop peu de détails sur la vie de Grégoire. La plus grande partie de l’œuvre fut écrite après la mort de Basile (379).

### Ouvrages dogmatiques
- La grande Catéchèse (Oratio catechetica magna) :

Elle constitue une catéchèse complète des mystères de la foi, dans laquelle Grégoire fait la synthèse des principaux dogmes chrétiens : Trinité, Incarnation, Rédemption, Baptême, Eucharistie, et notamment Transsubstantiation eucharistique. Cette somme de doctrine chrétienne, composée sans doute vers 380, est le premier essai de théologie systématique, depuis le De Principiis d’Origène. La formulation de la foi, comme toujours, se précise dans la controverse. Dans cet ouvrage, Grégoire vise aussi à aider les catéchistes à ajuster leur discours à des catéchumènes cultivés, empreints d’hellénisme, ce qui impose à son exposé une exigence rationnelle. Son développement se fonde sur la métaphysique et non sur la seule autorité des Écritures dont l’usage est extrêmement restreint. Grégoire lève une à une les objections païennes et les hérésies qui remettent faussement en cause la doctrine confessée par la tradition chrétienne. D’emblée, il prend soin d’écarter deux erreurs, à savoir l’athéisme et le polythéisme. Et il énonce les attributs divins que païens et chrétiens devraient pouvoir admettre comme vérités, à savoir bonté, justice, sagesse (σοφία), puissance, incorruptibilité, éternité.
Grégoire fait appel à sa doctrine trinitaire en vue d’expliquer la Création, mais aussi de permettre une juste compréhension de l’Incarnation et de la Rédemption. La Trinité est posée immédiatement comme seule conception vraie au sujet de Dieu. Son exposé adopte une démarche analogique, soulignant les similitudes entre Logos divin et logos humain, Pneuma divin et pneuma humain. Le Logos est Vie en lui-même, et « sa volonté toute-puissante n’est encline à rien de mauvais car la tendance au mal est étrangère à la nature divine ». La création de l’homme répond à cette bonté : c’est par gratuité, sans aucune nécessité intrinsèque, par un effet de « la surabondance de son amour » que le Logos a créé la nature humaine, afin de lui donner de jouir des biens divins. En conséquence, l’homme, doué de raison (λόγος) et de sagesse, a été créé à l’image de Dieu puisqu’il a reçu l’aptitude intérieure à désirer ces biens. Quant à cette nature humaine livrée aux passions, ce n’est pas son état originel : Dieu ne saurait donc être tenu pour responsable du mal.
Le mystère de l’Incarnation est conciliable avec l’incorruptibilité de la nature divine, et la Rédemption est un effet de la bonté, de la sagesse et de la justice de Dieu ; la puissance divine est elle-même démontrée au plus haut point par l’abaissement de Dieu, sa condescendance miséricordieuse : « Que Dieu soit descendu jusqu’à notre bassesse, voilà qui montre le débordement de sa puissance qui n’est entravée en rien par ce qui est à l’opposé de sa nature… Dieu se cacha sous l’enveloppe de notre nature, si bien que le démon, comme un poisson vorace, en se précipitant sur l’appât de l’humanité, se fit prendre à l’hameçon de la divinité. Ainsi la Vie ayant fait son gîte dans la mort et la Lumière étant venue briller dans les ténèbres, on verrait disparaître ce qui s’oppose à la Lumière et à la Vie »,. Doctrine de Dieu et doctrine trinitaire s’éclairent et se répondent donc mutuellement dans ce Discours catéchétique qui offre, selon Emmanuel Durand, une « théologie exemplaire ».
- Dialogue sur l'âme et la résurrection (De Anima et Resurrectione)

De retour d'exil, Grégoire visita en 379 sa sœur aînée Macrine qui était mourante. Le livre est un dialogue entre Grégoire et sa sœur Macrine qui, nous dit Grégoire, mourut le lendemain. Il se situe après la mort de Basile en 379. Grégoire, imitant le Phédon de Platon dont il adopte librement la terminologie, définit la mort comme la séparation de l’âme et du corps. Il développe, à travers ces dialogues prêtés à sa sœur, ses idées sur l'âme, « substance créée, substance vivante » (en grec, οὐσία ζῶσα),. Pour Grégoire, l’âme « est une par nature, intelligible et immatérielle, et mêlée par les sens à la nature matérielle ». Elle est le principe unique de la vie de l’être humain. Purifiée de ses attachements sensibles, elle contemple le bien, et c’est le bien qui l’attire et la transforme, car du fait de sa ressemblance avec la divinité, « notre âme imite sa nature transcendante ». Le Christ, habitant dans l’âme, est goûté par elle, et elle a toujours faim de lui. En prenant appui sur le Christ comme sur un roc, l’âme peut s’élancer plus loin et devient susceptible d’un progrès continuel : c’est le thème de l’épectase, fil conducteur de la pensée de saint Grégoire qui écrit : « La nature des âmes et des anges ne connaît pas de limites et rien ne l’empêche de progresser à l’infini […] Le Bien premier étant infini dans sa nature, la communion avec Lui dans celui qui s’en désaltère devra nécessairement elle aussi être infinie, capable de s’élargir à jamais. »
- Contre Eunome

La réflexion théologique sur l’essence de Dieu et celle du Christ est à l’origine de vifs débats au sein de  l’Église du IVe siècle ; des courants se créent et s’opposent entre le christianisme nicéen d’une part, et Eunome, partisan de l’hérésie arienne d’autre part. Dans ce contexte, Grégoire de Nysse consacre un traité en trois livres, Contre Eunome, à la réfutation d’un ouvrage théologique de son adversaire. Basile de Césarée avait déjà écrit, en 364, un ouvrage Contre Eunome, lequel avait répondu à Basile ; le Contre Eunome de Grégoire de Nysse est une réponse dans laquelle Grégoire prend la défense de la pensée théologique de Basile, et défend la divinité de l'Esprit-Saint et du Christ. Le traité a été écrit entre 380 et 383.
Les deux premiers livres du Contre Eunome furent lus au concile de Constantinople, en 381, devant Grégoire de Nazianze et saint Jérôme. Grégoire de Nysse était en effet le chef théologique de l'assemblée. Alors qu’Eunome s’efforce de prouver que le Fils est inférieur au Père, Grégoire souligne au contraire la puissance souverainement libre du Christ dont il rappelle ces paroles : « Personne ne m’enlève mon âme ; j’ai le pouvoir de la donner et le pouvoir de la reprendre. »
Dans le livre III, chap. 5, 23, Grégoire attaque directement la personne de son adversaire — dans le style des pamphlets —. Il critique son discours plein d’artifices dans le goût de l’asianisme et « le verbiage nauséeux de ce rhéteur ». Au chapitre 7, 8-14, il reproche à Eunome d’avoir perverti la doctrine chrétienne par des conceptions juives au sujet de Dieu, soulignant souvent des rapprochements possibles entre hérésie eunomienne et judaïsme. Il définit trois approches progressives de Dieu : les phénomènes (φαινόμενα) ne sont que les empreintes laissées par Dieu dans son œuvre ; les attributs divins (νοητά) sont saisis non plus par les sens mais par l’intelligence ; enfin l’ousia (οὐσία), l’intimité même de Dieu, est connue par la contemplation.
- La Vie de Moïse (Βίος Μούσεως)

L’ouvrage, composé vers 390-392, relève à la fois de la théologie spéculative et de la théologie mystique ; il constitue une première formulation de la doctrine spirituelle chrétienne, et restera au long de tous les siècles qui suivront, l'une des sources d'inspiration du christianisme intérieur et mystique. Grégoire de Nysse s’y est proposé de donner un guide de vie spirituelle sous la forme d’un portrait idéal de Moïse. L’essentiel de l’ouvrage se situe au livre II, consacré à l’interprétation allégorique : Moïse y est le symbole de la migration mystique et de l’ascension de l’âme vers Dieu. Grégoire structure sa Vie de Moïse selon le schéma défini par Origène des étapes du progrès de l’âme, à savoir un passage de la lumière à la ténèbre : « La première manifestation de Dieu au grand Moïse se fit par une lumière (φῶς), puis Dieu lui parle dans la nuée (νεφέλη) » au sommet du Sinaï ; enfin, quand il s’est élevé vers la perfection, Moïse, à l’appel de Dieu, gravit la montagne de théognosie (θεογνωσία), c’est-à-dire de la connaissance ineffable de Dieu, pour accéder à la contemplation de l’Être transcendant. Moïse entre alors « dans la ténèbre » (γνόφος), la troisième et ultime étape de la connaissance théologique, c’est-à-dire qu’il connaît que la Divinité est, par essence, « ce qui transcende toute gnôse. » À ce dernier stade, Moïse contemple le tabernacle, figure du Christ total qui contient « le Tout en Lui ». 
Au chapitre 87, Grégoire explique la source réelle des châtiments qui frappent l’homme : 

« Quand on dit que Dieu inflige un châtiment douloureux à ceux qui font un usage pervers de leur liberté, il convient de comprendre que c’est en nous-mêmes que ces souffrances ont leur principe et leur cause. »

- Les autres œuvres

Parmi les autres œuvres dogmatiques, deux traités réfutent l'apollinarisme qui accusait l'Église de prétendre qu'il y avait deux Fils de Dieu. Grégoire insiste sur l'union des deux natures dans le Christ. Quatre traités défendent la doctrine trinitaire : le Père, le Fils et l'Esprit sont trois modes d'être, trois relations d'un être un et identique. Un de ces traités est la Lettre 189 de Saint Basile de Césarée — donc faussement attribuée à Basile —. Elle défend, comme une autre œuvre de Grégoire de Nysse (le Sermo de Spiritu Sancto), la divinité du Saint-Esprit.
Grégoire a en outre commenté, dans des homélies, divers passages bibliques, notamment l’Ecclésiaste, le Cantique des Cantiques et les Béatitudes. On peut enfin citer un dialogue avec un philosophe païen contre le fatalisme astrologique : le Contra Fatum.

### Ouvrages exégétiques
- L'explication du récit des six jours (Explicatio apologetica in Hexaemeron) :

C’est la suite directe du traité sur la Création de l’homme. Comme Basile s'interdisait de s'écarter du sens littéral, Grégoire renonce ici à l'allégorie, présente partout ailleurs dans son œuvre. Il décrit deux étapes dans la constitution des éléments : ils sont d’abord en puissance, et ensuite sont mis en acte.
Les autres œuvres sont toutes des œuvres ascétiques ou mystiques, sauf le petit écrit sur la sorcière d’Endor (De pythonissa) où Grégoire affirme que la sorcière ne vit pas Samuel lui-même mais un démon. Dans La Vie de Moïse, Grégoire développe les vertus de Moïse et invite à les imiter.
- Sur les titres des psaumes (In inscriptiones psalmorum) :

Les cinq livres des psaumes représentent autant de degrés sur l'échelle vers la perfection et leurs titres ont une signification allégorique destinée à notre profit spirituel. Dans ce traité, saint Grégoire expose une théologie musicale largement inspirée des philosophes de l’Antiquité : il reprend à son compte la correspondance du microcosme et du macrocosme, et la théorie de l’harmonie des sphères exprimée dans le Timée de Platon. Mais cette musique cosmique, perçue par l’esprit et non par nos sens, s’intègre dans une synthèse religieuse et chrétienne : elle devient « un hymne à la gloire inaccessible et inexprimable de Dieu ». Pour Grégoire, la musique ramène le calme de l’esprit. Comme David disant dans ses psaumes que « les cieux racontent la gloire de Dieu », l’homme peut et doit, grâce à la musique, redevenir aussi harmonieux que le ciel étoilé et chanter lui aussi l’hymne à la gloire du Dieu créateur.
- Huit homélies sur l’Ecclésiaste

Elles furent composées à partir de 378-379. Elles traduisent le souci de vivre pleinement la merveille de l’existence humaine et de faire le bien dans le monde physique. Les trois dernières homélies (6 à 8) forment un ensemble à part et sont consacrées à l’exégèse du chapitre 3 de l’Ecclésiaste, versets 1 à 8. La constitution de l’homme est double, faite d’un mélange d’intelligible et de sensible, sans pour autant que la nature humaine soit dualiste. Ce livre est destiné à élever l'esprit au-dessus des sens, car le renoncement conduit les sens à un monde de paix.
- Quinze homélies sur le Cantique des Cantiques :

Après avoir été prononcées en assemblée, les quinze homélies ont été réécrites vers 390. Grégoire y fait l’éloge d'Origène et défend son interprétation spirituelle. Le Cantique des cantiques figure l'union nuptiale entre Dieu et l'âme du chrétien, appelée à un progrès infini vers un Dieu infini (Origène insistait davantage sur l'aspect ecclésial). Grégoire jette ainsi les fondements philosophiques et théologiques de la mystique chrétienne.
- Sur l'oraison dominicale : Cinq homélies dont le thème majeur est l'image divine dans l'âme humaine.
- Sur les béatitudes :

Grégoire est le premier écrivain chrétien qui détache les huit Béatitudes de l’évangile de Matthieu pour en chercher la signification spirituelle ; pour lui, une béatitude est un bien désiré : « La béatitude est une synthèse de tout ce que l’on comprend sous le nom de bien dont rien de ce que l’on peut désirer ne fait défaut ». Mais une béatitude est aussi une disposition que l’homme porte en lui dès sa création, car grâce à sa double origine, spirituelle et matérielle, il a la possibilité de participer au bien. Ces homélies étudient les degrés ascendants des béatitudes.
- Deux homélies sur la Première épître aux Corinthiens.

### Ouvrages ascétiques ou monastiques
Il s’agit de la partie la plus importante, la plus personnelle de l’œuvre du grand mystique. Grégoire attribue au monachisme une doctrine spirituelle, une profonde orientation religieuse. Il est le « père du mysticisme » et en a forgé le vocabulaire chrétien.

De virginitate.

- Le Traité Sur la Virginité est la toute première œuvre de Grégoire, écrite peu après l'élection épiscopale de Basile (370) et avant la consécration épiscopale de Grégoire (371). La virginité n’implique ni évasion du monde ni mépris du corps ; elle anticipe la vie dans l’au-delà où il n’y a plus de corruptibilité[132]. Grégoire propose comme règle de conduite de prendre pour modèle un maître en chasteté : « Les ascètes chrétiens forment autour de ce maître un chœur dans la pureté (en grec ancien : χορὸν ἐν τῷ καθαρῷ)[133] » car, ayant soustrait leur âme à la houle des tentations, on peut les dire bienheureux[134]. Dans ce passage, où saint Grégoire s’est peut-être inspiré de Porphyre[135], il désigne à mots couverts Basile de Césarée, comme maître spirituel idéal, et ses disciples[136].
- Du nom et de la profession des chrétiens : le christianisme est l'imitation de la nature divine, la restauration de l'image première.
- Sur la perfection chrétienne : dédié au moine Olympius, ce traité est le commentaire des grands textes christologiques de saint Paul. La sainteté est l’œuvre du Christ dans l'âme. Les noms du Christ sont étudiés. La vraie perfection n'est jamais réalisée, mais elle est toujours en mouvement vers le mieux. La perfection n'est contenue par aucune limite. Telle est la conclusion de l'écrit.
- La Vie de Macrine a été écrite à la requête du même moine Olympius, aussitôt après la mort de Macrine en décembre 379. Macrine y est présentée comme le modèle de la perfection chrétienne.
- De Instituto christiano ou Hypotypose : Ce traité très important fut découvert en 1952 et édité par le grand érudit et helléniste Werner Jaeger[137] qui le qualifia de « chef-d'œuvre caché pendant un millénaire à l'ombre des bibliothèques ». Cependant, son attribution à saint Grégoire a été remise en question par plusieurs commentateurs, entre autres par le cardinal Daniélou et par Mariette Canévet[138] qui y décèle « des anomalies de vocabulaire, de doctrine ascétique et de théologie ». On n'en avait que de larges extraits sous le nom de De instituto christiano, Enseignements sur la vie chrétienne[139]. Le titre Hypotypose désigne, au sens classique du grec ancien Ύποτύπωσις, une ébauche. Suivant la coutume des Pères grecs qui protestent toujours avec humilité contre le trop grand honneur qu'on leur fait quand on leur demande un écrit, Grégoire répond par une modeste ébauche, en quelque sorte un « sous-écrit », le préfixe hypo- marquant la subordination et la diminution. Le livre est écrit vers la fin de la vie de Grégoire, après 390, et donne la synthèse de toutes ses idées maîtresses. Dans ce traité, il dit son dernier mot sur la nature de l'ascétisme, comme ce qui tend à favoriser le développement de la vie mystique. Grégoire se cite lui-même, empruntant de larges extraits au Traité sur la Virginité et à la Vie de Moïse. Nous sommes ici au sommet de la pensée spirituelle de Grégoire.

Quel est le sujet précis du livre ? Dès le début, pour répondre aux ascètes qui l'avaient interrogé, Grégoire définit l'objet de son ouvrage :

« Vous désirez de nous une parole qui vous guide et vous conduise sans détours dans le voyage de la vie, vous montrant avec précision quel est le but de cette vie pour ceux qui y participent, quelle est la volonté de Dieu, bonne favorable et parfaite, quelle est la voie vers ce but, et comment doivent se comporter les uns envers les autres ceux qui la parcourent, comment les supérieurs doivent diriger le “chœur philosophique”, et quels labeurs doivent assumer ceux qui veulent parvenir au sommet de la vertu et préparer dignement leur âme à la venue de l'Esprit. »

Écrit pour ceux « qui réalisent en commun la forme de vie apostolique », il cherche à dégager le but (en grec, le skopos) de la vie monastique et les moyens de l'atteindre. Le but de la vie monastique est de rendre l'homme spirituel adulte et cette croissance est l’œuvre commune de la grâce et de la liberté. La foi et le baptême ont rendu l'homme spirituel, ils sont principe d'une purification progressive par laquelle, libérée de la honte, l'âme accède à l'assurance confiante et est rendue capable de voir la lumière inintelligible. L'humilité seule l'assimile au Christ humble.
La seconde partie de l'ouvrage insiste sur la pratique de la vie commune où, dans le renoncement à soi-même et à toute volonté propre, chacun est au service de tous. Le cénobitisme est l'organisation même d'un service mutuel dans la joie et l'épanouissement de l'amour. On trouvera la route à suivre en prenant pour guide celui qui a mission de conduire la communauté des frères au port de la volonté divine.
La troisième partie est une défense ardente de la contemplation. Elle est l'apport le plus personnel de Grégoire. Parmi tous les « exercices d'ascèse » (en grec ancien, le ponos et le kopos) qui conduisent à la perfection, l'accent est mis sur la prière, sommet de l'échelle des vertus. Celui qui s'applique à la prière, ayant pris l'Esprit pour guide et soutien, brûle de l'amour du Seigneur et bouillonne de désir, ne trouvant pas de satiété à sa prière, mais s'enflammant toujours du désir du Bien. Les âmes d'oraison sont le fleuron du monastère, elles doivent être soutenues de toute manière. La prière donne la joie spirituelle, elle est le royaume de Dieu.
Le leitmotiv de toute l’œuvre est le texte de l'épître aux Philippiens 3,13 : « Je vais droit de l'avant, tendu de tout mon être, je cours vers le but ». Ce texte de saint Paul sert de base à la doctrine du progrès spirituel perpétuel ou épectase (ἐπέκτασις), idée centrale de Grégoire qui apparaît à de nombreuses reprises dans son œuvre (en particulier dans sa Contemplation sur la vie de Moïse ou Traité de la perfection en matière de vertu et dans ses Homélies sur le Cantique des cantiques).
L'influence de ce traité sur saint Jean Cassien est certaine. La Grande lettre de Macaire (texte du Ve siècle) en est une paraphrase directe. Dom Adalbert de Vogüé a étudié son influence sur la Règle de saint Benoît.

### Discours, Sermons et Lettres
Un sermon Sur l'Ascension (In ascensionem Christi oratio) est le premier témoignage d'une fête de l'Ascension distincte de celle de la Pentecôte ; il date de mai 388 et ne contient que cinq pages. Grégoire y commente le psaume 24, verset 7, dans lequel David évoque le dialogue entre les anges hypercosmiques quand ils voient monter vers eux Jésus le jour de son Ascension : 

« Les portiers demandent donc à celui qui apparaît : Qui est ce roi de gloire ? Par ces paroles, ils laissent entendre qu'il a puissance sur eux, et qu'il est fort au combat, celui qui vient se battre avec l'oppresseur de la nature humaine et défaire celui qui détient le pouvoir de la mort, afin que le dernier ennemi détruit, l'humanité soit rappelée à la liberté et à la paix… Nos gardiens se substituent à l'escorte et ordonnent de lui ouvrir les portes supérieures, afin qu'à nouveau il soit glorifié en elles. Et l'on fait semblant de ne pas voir qu'il est revêtu de la robe sale de notre vie, rougie au pressoir de la méchanceté des hommes… Seigneur des puissances, qui fixe d'un bout à l'autre son pouvoir sur toutes choses et récapitule tout en lui, qui est le premier en tout et rétablit tout dans sa création première, voilà qui est ce roi de gloire. »

— Saint Grégoire de Nysse, Sur l'Ascension du Christ, P.G., 692 D - 693 C.
 L’allusion à la tunique rougie de sang et la question des anges qui, à la fois reconnaissent et ne reconnaissent pas leur maître, suggèrent le lien du Christ de l’ascension avec le corps de son incarnation.
 
Grégoire est également l’auteur d’un panégyrique Sur son frère Basile qui ne contient aucun thrène. Basile est comparé à Jean-Baptiste et à Paul de Tarse et Grégoire se préoccupe de lui établir une fête dans le martyrologe.
Et enfin, mentionnons encore les Lettres : Trente lettres sont conservées. La Lettre 25 décrit en détail un martyrion, sanctuaire cruciforme, et présente un grand intérêt pour l'histoire de l'art chrétien. Les Lettres 2 et 3 sur le pèlerinage de Jérusalem sont célèbres et furent très discutées. Elles protestent contre l'excessive estime des pèlerinages. Changer de lieu n'apporte aucun progrès vers Dieu, mais, où que vous soyez, Dieu viendra à vous, si les chambres de votre âme se trouvent telles qu'il puisse habiter en vous. Mais si vous gardez votre être intérieur plein de mauvaises pensées, fussiez-vous sur le Golgotha, sur le mont des Oliviers, sur le rocher mémorial de la Résurrection, vous serez aussi éloignés de recevoir le Christ en vous qu'on peut l'être lorsqu'on n'a même pas commencé de le confesser.

## Postérité

### Notoriété ecclésiale
Compté au nombre des Pères de l'Église, Grégoire de Nysse est vénéré comme saint par l'Église catholique, l'Église orthodoxe, l'Église copte orthodoxe, les églises orientales orthodoxes et l'Église anglicane.
La date de sa mort n'est pas précisément connue, mais Grégoire de Nysse est inscrit au martyrologe romain le 9 mars, les orthodoxes l'honorent le 10 janvier.

### Notoriété théologique
Il est considéré avec Basile de Césarée et Grégoire de Nazianze comme l'un des trois « pères cappadociens ».
À l'occasion du deuxième concile de Nicée en 787, il est désigné comme « le Père des Pères ». « Docteur de l'univers » pour Maxime le Confesseur, il est parfois appelé « saint Grégoire le mystique » ou encore « le prince des mystiques ».
Sa pensée influença notamment Dominique de Guzmán (saint Dominique), fondateur de l'ordre des Prêcheurs (o.p.), et Thomas d'Aquin, o.p., dans leur lutte intellectuelle contre le catharisme qui, influencé par le manichéisme, avait tendance à établir une certaine symétrie entre un principe du bien et un principe du mal. Thomas d'Aquin développa beaucoup l'argument et lui donna une forme systématique : aucune espèce de symétrie entre l'être et le néant, entre Dieu et le diable, entre la bonne action et le péché.
Le futur cardinal Hans Urs von Balthasar, l'un des plus grands théologiens catholiques du XXe siècle, lui consacra Présence et pensée. Essai sur la philosophie religieuse de Grégoire de Nysse en 1942. Le père Louis Bouyer le considère comme « l'un des penseurs les plus puissants et les plus originaux que connaisse l'histoire de l'Église, un des rares écrivains dont on puisse être sûr qu'il a lu intégralement les anciens et qu'il les a parfaitement assimilés ».
Le cardinal Jean Daniélou lui a aussi consacré son ouvrage Platonisme et théologie mystique : doctrine spirituelle de saint Grégoire de Nysse, dans lequel il commente abondamment la doctrine de l'épectase chez Grégoire de Nysse.

### Œuvres de Grégoire de Nysse en traduction française
- Vie de sainte Macrine (379-381), Cerf, 1971.
- Le but divin, Paris, Librairie Pierre Tequi, coll. « Les Maîtres de vie spirituelle », 1986, 78 p. (ISBN 2-85244-802-5).
- Les béatitudes (trad. Jean-Yves Guillaumin et Gabrielle Parent, préf. A. G. Hamman (notes, plan de travail)), Desclée de Brouwer, coll. « Les pères dans la foi », 1979, 125 p. (ASIN B01HRVG9C2)
- Les Béatitudes, Migne, 1990  (ISBN 978-2-9085-8730-2)
- Contre Eunome (379-383), Cerf, 2010
- La Création de l'homme (379-394) (trad. Jean Laplace, s.j.), Cerf, coll. « Sources chrétiennes, 6 », 2002 (réimpr. revue et corrigée) (1re éd. 1944)
- Discours catéchétique (381) (trad. Louis Méridier), Le Cerf, coll. « Sources chrétiennes », 2000 (1re éd. 1908) (lire en ligne)
- Écrits spirituels, Migne, 1990.
- Éloge de Grégoire le Thaumaturge. Éloge de Basile, Cerf, coll. "Sources chrétiennes", 2014.
- Homélies, in C. Bouchet et M. Canévet, Grégoire de Nysse, Cinq homélies pascales, Homélie sur l'Ascension, traité 'Quand le fils aura tout soumis' , Migne, Brepols, 1994.
- Homélies pascales, trad. G. Bouchet in Le Christ pascal, Les Pères dans la foi, 1994
- Homélies sur le Cantique des cantiques (trad. Jean Daniélou), Cerf, coll. « Trésors du christianisme », 2009 - Nouvelle édition : Les éditions du Cerf; Bilingual édition, 399 p., 2021,  (ISBN 978-2-2041-4034-8).
- Homélies sur l'Ecclésiaste, trad. Françoise Vinel, Cerf, coll. "Sources chrétiennes", 1996.
- Homélies sur les Béatitudes, trad. J.-Y. Guillaumin et G. Parent, Les Pères dans la foi, 1979.
- Homélies sur le Notre Père, éd. et trad. Ch. Boudignon, M. Cassin et J. Seguin (†), Cerf, coll. "Sources chrétiennes" 596, Paris, 2018.  (ISBN 9782204129718)
- Lettres (380-385), trad. Pierre Maraval, Cerf, 1990.
- Sur les titres des Psaumes (372-381), trad., Cerf, coll. "Sources chrétiennes", 2002.
- Traité sur l'âme et la résurrection (383), trad. J. Terrieux, Cerf, 1995.
- Traité de la virginité (370), trad. M. Aubineau, Cerf, 1966.
- Vie de Grégoire le Thaumaturge (372-394), trad. Pierre Maraval, Cerf, 2014
- Vie de Moïse (391-394), in Jean Daniélou, Vie de Moïse de Grégoire de Nysse, ou L'être de désir, Albin Michel, 1993 ; Cerf, 1942  (ISBN 978-2-2260-6390-8)
- La vie de Moïse : ou Traité de la perfection en matière de vertu (trad. du grec ancien), Paris, Cerf, 2000, 3e éd., 352 p. (ISBN 978-2-2040-8547-2)
- Trois oraisons funèbres (Mélèce, Flacilla, Pulchérie) (trad. Pierre Maraval), Cerf, coll. « Sources chrétiennes », 2019, 211 p. (présentation en ligne)

### Études sur Grégoire de Nysse
: document utilisé comme source pour la rédaction de cet article.
Ouvrages généraux
- (de) Margarete Altenburger und Friedhelm Mann, Bibliographie zu Gregor von Nyssa, Leyde, Brill, 1987, XXIII-363 p.  (ISBN 90 04 07286 1)
- Dr Wetzer et Dr Welte (trad. de l'allemand par Isidore Goschler), Dictionnaire encyclopédique de la Théologie Catholique, t. X, Paris, Gaume Frères et J. Duprey Éditeurs, 1870 (réimpr. troisième édition).
- J. Bricout, Dictionnaire pratique des connaissances religieuses, Paris, Librairie Letouzey et Ané, 1926, 1250 p.
- Jean-Rémy Palanque, Gustave Bardy et Pierre de Labriolle, De la paix constantinienne à la mort de Théodose, Paris, Librairie Bloud & Gay, coll. « Histoire de l'Église depuis les origines jusqu'à nos jours », 1950, 536 p.

Études sur la vie et les œuvres
- Pierre Maraval, « Encore les frères et sœurs de Grégoire de Nysse », Revue d'histoire et de philosophie religieuses, vol. 60e année, no 2,‎ avril-juin 1980, p. 161-166 (lire en ligne).
- Jean Daniélou, « Chronologie des sermons de Grégoire de Nysse », Revue des Sciences Religieuses, t. 29, no 4,‎ 1955, p. 346-372 (lire en ligne).
- Mariette Canévet, « Le De Instituto Christiano est-il de Grégoire de Nysse ? Problèmes de critique interne », Revue des Études Grecques, t. 82, nos 391-393,‎ juillet-décembre 1969, p. 404-423. (lire en ligne).
- Mariette Canévet, Grégoire de Nysse et l’herméneutique biblique : Étude des rapports entre le langage et la connaissance de Dieu, Paris, Brepols, coll. « Études augustiniennes. Série Antiquité 99 », 1983, 415 p. (ISBN 978-2851210500)
- Annick Lallemand, « Le safran et le cinnamome dans les Homélies sur le Cantique des cantiques de Grégoire de Nysse », L'antiquité classique, t. 71,‎ 2002, p. 121-130. (lire en ligne)
- (en) Michael Glerup, Gregory of Nyssa : Sermons on the Beatitudes (Sermons sur les béatitudes), ReadHowYouWant, 2012, 156 p. (ISBN 978-1-4596-4022-1)
- Michel Corbin, La Vie de Moïse selon Grégoire de Nysse, Paris, Cerf, 2008, 391 p. (ISBN 978-2-2040-8770-4, présentation en ligne)
- Michel Corbin, « Un désir qui n’a pas de limite : Libre essai sur un passage de La vie de Moïse selon saint Grégoire de Nysse », Laval théologique et philosophique, vol. 55, no 3,‎ octobre 1999, p. 365-391 (lire en ligne).
- Pierre Maraval, « La lettre 3 de Grégoire de Nysse dans le débat christologique », Revue des Sciences Religieuses, t. 61, nos 1-2,‎ 1987, p. 74-89. (lire en ligne).
- Pierre Maraval, « Grégoire de Nysse pasteur : la lettre canonique à Létoios », Revue d'histoire et de philosophie religieuses, vol. 71e année, no 1, Hommage à André Benoît,‎ janvier-mars 1991, p. 101-114. (lire en ligne).
- Matthieu Cassin, « "Plumer Isocrate" : usage polémique du vocabulaire comique chez Grégoire de Nysse », Revue des Études Grecques, t. 121, no 2,‎ juillet-décembre 2008, p. 783-796. (lire en ligne).

Sur les sources
- Jean Daniélou, Platonisme et théologie mystique : Doctrine spirituelle de saint Grégoire de Nysse, Aubier, 1954, 2e éd. (ASIN B00185NPQC).
- Bernard Pottier, s.j., « Le « Grégoire de Nysse » de Jean Daniélou. Platonisme et théologie mystique (1944): éros et agapè », Nouvelle Revue théologique, vol. 128, no 2,‎ 2006, p. 258-273 (lire en ligne).
- Jean Daniélou, « Grégoire de Nysse et le néo-platonisme de l'École d'Athènes », Revue des Études Grecques, t. 80, nos 379-383,‎ janvier-décembre 1967, p. 395-401 (lire en ligne).
- Pierre Courcelle, « Grégoire de Nysse lecteur de Porphyre », Revue des Études Grecques, t. 80, nos 379-383,‎ janvier-décembre 1967, p. 402-406. (lire en ligne).
- Antoine Lévy, « Porphyrius Christianus. L’intégration différenciée du platonisme à la fin du IVe siècle (S. Grégoire de Nysse / S. Augustin d’Hippone) », Revue des Sciences philosophiques et théologiques, vol. 88, no 4,‎ octobre-décembre 2004, p. 673-704 (lire en ligne).
- Ivan Gobry, « La ténèbre (γνόφος) : l'héritage alexandrin de saint Grégoire de Nysse », Publications de l’Académie des Inscriptions et Belles-Lettres, vol. Platonisme et néoplatonisme. Antiquité et temps modernes, no 1, Actes du 1er colloque de la Villa Kérylos à Beaulieu-sur-Mer du 27 au 30 septembre 1990,‎ 1991, p. 79-82 (lire en ligne).

Sur la doctrine
- Jean Daniélou, « L’Apocatastase chez saint Grégoire de Nysse », Recherches de Science Religieuse,‎ 1940, p. 328-347 (lire en ligne [PDF]).
- Jean Daniélou, « Akolouthia chez Grégoire de Nysse », Revue des Sciences Religieuses, t. 27, no 3,‎ 1953, p. 219-249. (lire en ligne).
- Fernand Floeri, « Le sens de la « division des sexes » chez Grégoire de Nysse », Revue des Sciences Religieuses, t. 27, no 2,‎ 1953, p. 105-111 (lire en ligne).
- Henri-Irénée Marrou, « Une théologie de la Musique chez Grégoire de Nysse ? », Publications de l'École française de Rome, vol. Christiana tempora, no 35,‎ 1978, p. 365-372. (lire en ligne).
- Raymond Winling, « Mort et résurrection du Christ dans les traités Contre Eunome de Grégoire de Nysse (Ve partie) », Revue des Sciences Religieuses, t. 64, no 2,‎ 1990, p. 127-140. (lire en ligne).
- Mariette Canévet, « L'humanité de l'embryon selon Grégoire de Nysse », Nouvelle Revue théologique, vol. 114, no 5,‎ 1992, p. 678-695 (lire en ligne).
- Bernard Pottier, s.j., « L'humanité du Christ selon Grégoire de Nysse », Nouvelle Revue théologique, vol. 120, no 3,‎ 1998, p. 353-369 (lire en ligne).
- Emmanuel Durand, o.p., « Le rôle conjoint de la Trinité et des attributs divins jusqu'en christologie dans le Discours catéchétique de Grégoire de Nysse », Nouvelle Revue théologique, vol. 127, no 4,‎ 2005, p. 571-586 (lire en ligne).
- Bertrand Dumas, « L’argile modelée par le Christ. Croissance et résurrection du corps humain d’après saint Grégoire de Nysse », Nouvelle Revue théologique, vol. 128, no 4,‎ 2006, p. 579-593 (lire en ligne).
- Mgr Hilarion Alfeyev (trad. du russe par Alexandre Siniakov), Le chantre de la Lumière : Introduction à la spiritualité de saint Grégoire de Nazianze, Paris, Édition du Cerf, coll. « Théologies », août 2006, 416 p. (ISBN 978-2-204-08031-6).
- Alain Durel et Gérard Bensussan, Eros transfiguré : Variations sur Grégoire de Nysse, Paris, Cerf, coll. « Nuit Surveillée », 2007, 185 p. (ISBN 978-2-204-08364-5)
- Jerzy Swietochowski, « Paradoxe cosmique et éthique eucharistique chez Grégoire de Nysse », Revue des sciences religieuses, vol. 91, no 3,‎ 2017, p. 359-378 (lire en ligne).

Sur la transmission et la réception
- (fr + grc) Françoise Vinel (dir.), Isabelle Perée, Emanuela Prinzivalli et Michele Cutino, Transmission et réception des pères grecs dans l'Occident, de l'Antiquité tardive à la Renaissance : Entre philologie, herméneutique et théologie, Paris, Institut d'études augustiniennes, 2016, 597 p. (ISBN 978-2851212856)